# Oscar Gundlach-Pedersen
Vilhelm Oscar Gundlach-Pedersen, född 17 maj 1886, död 4 oktober 1960, var en dansk arkitekt.
Gundlach-Pedersen har genom flera byggnadsverk av både dekorativ och praktisk art samt genom verksamt intresse för dekorativ konst och konstindustri kommit att inta en ledande position inom Danmarks konstvärld. Bland Gundlach-Pedersens byggnader märks två stadsportar i Federicia samt den stora utställningshallen Forum i Köpenhamn.

## Utmärkelser
- Riddare av Dannebrogorden,  1926[2]
- Dannebrogsmännens hederstecken,  1935[2]

[Redigera Wikidata]